# Fleischbank (Kaisergebirge)
Fleischbank – szczyt w pasmie Kaisergebirge, części Północnych Alp Wapiennych. Leży w Austrii w kraju związkowym Tyrol. Sąsiaduje z Goinger Halt, Karlspitzen i Predigtstuhl.
Pierwszego wejścia w 1886 r. dokonali Ch. Schöllhorn i Th. Widauer.